# Mandalenčići
Mandalenčići – wieś w Chorwacji, w żupanii istryjskiej, w gminie Gračišće. W 2011 roku liczyła 291 mieszkańców.